# Jan Kazimierz Lehndorff
Jan Kazimierz Lehndorff (Lendorf, Lindorf) herbu własnego (zm. w 1732 roku) – starosta mścisławski w latach 1716–1730, chorąży mścisławski w latach 1712–1732, stolnik mścisławski w latach 1699–1712, wojski mścisławski w latach 1688–1699, podstoli inflancki w 1681 roku.
Był elektorem Augusta II Mocnego w 1697 roku z województwa mścisławskiego. Jako poseł województwa mścisławskiego był uczestnikiem Walnej Rady Warszawskiej 1710 roku. Poseł mścisławski na sejm 1718 roku. Poseł województwa mścisławskiego na sejm 1724 roku.